# Dikeuss
Dikeuss, de son vrai nom Kristijan Cvejic, né à Paris le 23 décembre 1975, est un auteur et un éditeur de bande dessinée français d'origine serbe. Il est le cofondateur de la maison d'édition Septième choc.

## Œuvre
- 40 techniques imparables pour… Rendre fou son patron !, scénario de Dikeuss, dessins d'Igor Sapozhkov, Septième Choc, 2008  (ISBN 978-2-357-56002-4)
- Amiante - Chronique d'un crime social, scénario de Dikeuss et  Albert Dandrov, dessins de Juan María Córdoba, Lazoo,Kkrist Mirror, Frédéric Coicault, Dikeuss, Ian Dairin, Jean-Frédéric Minéry, Unter, Jean-François Miniac et Pauline Casters, Septième Choc, 2005  (ISBN 2-914809-03-4) (BNF 41205814)
- Les Assistés, scénario et dessins de Dikeuss, Septième Choc
  1. Les Assistés, 2002  (ISBN 2-914809-00-X)
  2. Les Assistés 2, 2004  (ISBN 2-914809-02-6)
- Les Banlieuzards, scénario et dessins de Dikeuss, Septième Choc, collection Urban City
  1. Saison 1, 2008  (ISBN 978-2-910753-77-1)
- Les Aventures du p'tit Boxon, scénario et dessins de Dikeuss, Septième Choc
  1. Délinquance juvénile, 2003  (ISBN 2-914809-01-8)
- Le Dico des Femmes, scénario de Dikeuss, dessins de Xav, Septième choc, collection Lovers, 2008  (ISBN 978-2-910753-75-7)
- Le dico des Hommes, scénario de Dikeuss, dessins de Xav, Septième choc, collection Lovers, 2008  (ISBN 978-2-910753-76-4)
- Taxi, scénario de Dikeuss, dessins de Tiho, Septième Choc, collection Format délire
  1. Gangstars, 2008  (ISBN 978-2-910753-73-3)

## Récompenses
- Prix Tournesol 2006 pour Amiante - Chronique d'un crime social